# Résolution 1343 du Conseil de sécurité des Nations unies
Membres permanents
- Chine
- États-Unis
- France
- Royaume-Uni
- Russie

Membres non permanents
- Bangladesh
- Colombie
- Irlande
- Jamaïque
- Mali
- Maurice
- Norvège
- Singapour
- Tunisie
- Ukraine

Résolution no 1342 Résolution no 1344
La résolution 1343 du Conseil de sécurité des Nations Unies, adoptée à l'unanimité le 7 mars 2001, après avoir rappelé les résolutions sur la Sierra Leone et la région, notamment les résolutions 1132 (1997), 1171 (1998) et 1306 (2000), a exigé que le Libéria mette fin à son soutien aux rebelles en Sierra Leone et a menacé d'imposer des sanctions de grande envergure si le pays ne se conformait pas aux exigences du Conseil de sécurité.
La résolution a mit fin au régime de sanctions concernant la première guerre civile libérienne et dissous le Comité des sanctions associé, mais à créé un nouveau régime et un nouveau Comité contre le Libéria en raison de son rôle dans le conflit au Sierra Leone.
La Communauté économique des États de l’Afrique de l’Ouest (CÉDÉAO) a exhorté les Nations Unies à retarder l’ entrée en vigueur des restrictions contre le Libéria. Les sanctions sont entrées en vigueur en mai 2001, après que le gouvernement libérien a maintenu des contacts avec les rebelles en Sierra Leone, en violation des exigences du Conseil de sécurité.

## Résolution

### Préambule
Le Conseil de sécurité a reconnu le commerce illicite de diamants alimente le conflit en Sierra Leone et transite par les pays voisins, dont le Libéria, et que ces diamants de sang constituaient une source majeure de revenus pour le Front révolutionnaire uni (en anglais : Revolutionary United Front, RUF) et d’autres groupes armés en Sierra Leone. Il estime que ce commerce illégal ne peut avoir lieu sans la permission et la participation de responsables du Gouvernement libérien au plus haut niveau. Il ajoute être profondément préoccupé par l’accumulation de preuves formelles qui montrent que le Gouvernement libérien appuie activement le RUF à tous les niveaux. 
Le Conseil a réitéré son appel à tous les États d’Afrique de l’Ouest, en particulier le Libéria, à cesser sans délai de soutenir militairement les groupes armés dans les pays voisins ou de permettre que leur territoire soit utilisé pour des attaques contre d’autres États. Il a déterminé que le soutien apporté par le gouvernement libérien aux rebelles du RUF en Sierra Leone constituait une menace pour la paix et la sécurité internationales.

### Dispositif
La résolution est prise par le Conseil de sécurité sur le fondement du chapitre VII de la Charte des Nations unies, ce qui la rend juridiquement contraignante. Elle est divisée en deux parties (A et B).

#### A
Le Conseil de sécurité a rappelé ses résolutions 788 (1992) et 985 (1995) et a noté que le conflit libérien avait été résolu et que des élections avaient eu lieu. L’embargo sur les armes qui avait été imposé par ces résolution a été levé et le Comité chargé de surveiller les sanctions a été en conséquence dissous.

#### B
En outre, il a été demandé au Président du Libéria, Charles Taylor, d’autoriser la Mission des Nations Unies en Sierra Leone (MINUSIL) à circuler librement dans le pays et de restituer les armes et équipements saisis, de libérer toutes les personnes enlevées et d’inscrire leurs combattants dans des programmes de désarmement, de démobilisation et de réintégration. La résolution a exigé que tous les États de la région prennent des mesures pour empêcher les attaques armées contre les pays voisins qui pourraient contribuer à la déstabilisation de la situation aux frontières entre la Guinée, la Sierra Leone et le Libéria.

##### Exigences du Conseil de sécurité envers le Libéria
La résolution exigeait que le gouvernement libérien mette fin à son soutien aux rebelles en Sierra Leone et expulse les membres du RUF de son territoire, mette fin à son soutien financier et militaire, cesse l'importation de diamants bruts, gèle les avoirs du RUF et immobilise au sol les avions immatriculés au Libéria opérant dans sa juridiction jusqu'à ce qu'un système d'enregistrement approprié soit en place. 

##### Nouveau régime de sanctions contre le Libéria
Tous les pays ont alors reçu pour instruction de mettre en œuvre un embargo sur les armes contre le Libéria, y compris l’interdiction de toute assistance militaire. Ces mesures ne s’appliqueraient pas aux ressources destinées au personnel des Nations Unies ou au personnel humanitaire. L'importation de diamants bruts en provenance du Libéria a été interdite et une interdiction de voyager a été imposée aux hauts fonctionnaires du gouvernement libérien, aux responsables de l'armée et à d'autres personnes fournissant de l'aide aux rebelles en Sierra Leone. Des exceptions humanitaires et religieuses à ces restrictions seraient accordées par un nouveau Comité des sanctions du Conseil de sécurité établi dans la résolution.
Le Conseil a décidé que l'embargo et les interdiction de voyager entreraient en vigueur à 00h01 (heure d'hivers de New York) deux mois après l’adoption de la résolution 1343, à moins que le Libéria ne se conforme aux exigences du Conseil de sécurité. L’embargo sur les armes serait en vigueur pendant 14 mois et l'interdiction d'exportation des diamants et les interdictions de voyager pendant 12 mois, tous deux devant être suivis d’un réexamen. À cet égard, le Secrétaire général Kofi Annan a été prié de soumettre son premier rapport le 30 avril 2001, puis tous les six mois, sur les progrès réalisés dans le respect par le Libéria des exigences du Conseil de sécurité et sur d’autres aspects de la situation dans le pays.
Le Conseil de sécurité a autorisé la création d’un nouvel organe subsidiaire sous la forme d'un Comité des sanctions chargé de recueillir des informations sur les mesures prises par les États pour mettre en œuvre les restrictions, d’enquêter sur les violations et de faire des recommandations pour améliorer leur efficacité. Le gouvernement libérien et les pays exportateurs de diamants d’Afrique de l’Ouest ont été appelés à mettre en place des régimes de certificat d’origine. Les pays ont été invités à lutter contre la prolifération et le trafic d’armes en Afrique de l’Ouest et à rendre compte dans les 30 jours des mesures qu’ils ont prises pour mettre en œuvre les sanctions contre le Libéria.
Le Secrétaire général a été prié de créer un groupe d'experts composé de cinq membres au maximum pour une durée de six mois, afin d'enquêter sur les liens entre l'exploitation des ressources naturelles et le conflit en Sierra Leone et dans les pays voisins et de surveiller le respect par le gouvernement libérien des exigences du Conseil de sécurité. Toute information trouvée par le groupe, notamment concernant les violations des sanctions, sera portée à l’attention des États membres concernés. Tous les pays ont été exhortés à coopérer avec le Comité et le groupe d’experts, et le Conseil a décidé de procéder à un réexamen des sanctions dans un délai de 60 jours, puis tous les six mois par la suite.

## Voir également
- Diamants de sang
- Guerre civile sierra-léonaise
- Liste des résolutions du Conseil de sécurité des Nations unies sur le Libéria
- Liste des résolutions du Conseil de sécurité des Nations unies sur la Sierra Leone
- Tribunal spécial pour la Sierra Leone
- Sanctions internationales